# Fannia spinosa
Fannia spinosa är en tvåvingeart som beskrevs av Karl 1928. Fannia spinosa ingår i släktet Fannia och familjen takdansflugor.
Artens utbredningsområde är Polen. Inga underarter finns listade i Catalogue of Life.